# Eucalyptus lane-poolei
Eucalyptus lane-poolei är en myrtenväxtart som beskrevs av Joseph Henry Maiden. Eucalyptus lane-poolei ingår i släktet Eucalyptus och familjen myrtenväxter. Inga underarter finns listade i Catalogue of Life.